# Пон-Кардинет (станция метро)
Пон-Кардинет (фр. Pont Cardinet) — станция линии 14 Парижского метрополитена, расположенная в квартале Батиньоле XVII округа Парижа, в 350 метрах от одноимённой железнодорожной станции. Является 303-й по хронологии пуска станцией Парижского метро. Названа по одноимённым путепроводу через железнодорожную линию, ведущую от вокзала Сен-Лазар и расположенной под ним станцией Транзильена. Единственная в Парижском метро станция наземной пересадки с метро на платформу пригородных поездов, не входящую в состав ни одной из линий RER.

## Географическое положение
Станция метро находится под парком Мартина Лютера Кинга, обустроенным в рамках городского проекта реновации Клиши — Батиньоле. Станция имеет два вестибюля. Южный вестибюль ведёт на рю Кардинет и площадь Батиньоле. Он состоит из двух лифтов, двух эскалаторов и лестницы.. Северный вестибюль ведёт на улицу Мстислава Ростроповича (фр. Rue Mstislav-Rostropovitch).

## История строительства
В рамках общественных слушаний по продлению линии 14 до станции Мэри-де-Сент-Уэн, начатых в январе 2010 года, многие участники потребовали внести в проект строительство станции метро вблизи железнодорожной станции Пон-Кардинет, обосновывая эту идею тем, что это единственное решение которое должным образом соответствовало ожиданиям с точки зрения обслуживания на общественном транспорте. Подводя итоги этой консультации, глава STIF указал, что он предложит Правлению STIF изучить это достижение..
В 2011 году на трассе будущего участка были проведены геологические изыскания, по итогам которых Синдикат транспорта Иль-де-Франс принял решение об изменении проекта планировки и заменил планировавшуюся станцию Ром (с возможной пересадкой на линию 2) и заменил её станцией «Пон-Кардинет». Этот вариант был поддержан мэром XVII округа Парижа Бриджит Кустер, и Анник Лепети, вице-мэром Париа по транспорту.
26 января 2011 года проект нового участка линии 14 был окончательно утверждён Советом Иль-же-Франса, который окончательно закрепил строительство станции метро «Пон-Кардинет».
4 октября 2012 года обоснованность проекта была подтверждена межпрефектурным декретом Парижа, О-де-Сен и Сен-Сен-Дени.
Подрядчиком строительства станции метро «Пон-Кардинет» стал консорциум Eiffage TP/Razel-Bec. Станция возводилась открытым методом с диафрагменными стенами. Котлован станции служил монтажной камерой для проходческого щита «Магали», осуществлявшего проходку тоннеля на части перегона Пон-Кардинет — Сен-Лазар. Протяжённость проходки от котлована «Пон-Кардинета» до торца оборотного тупика станции «Сен-Лазар» составила 1594 метра, проходка была осуществлена с ноября 2015 по июнь 2016 года. Затем котлован «Пон-Кардинета» использовался для запуска проходческого щита Yolène в сторону Порт-де-Клиши. Остальные строительные работы на станции должны быть выполнены после завершения проходки обоих перегонов открытие было запланировано в коридоре 2020—2021 годов.
14 декабря 2020 года станция «Пон-Кардинет» была открыта в составе участка Сен-Лазар — Мэри де Сент-Уэн, северного отрезка линии 14, выходящего за пределы официальных границ Парижа.

## Конструкция и оформление
Однопролётная станция мелкого заложения с двумя боковыми платформами, построенная по спецпроекту, аналогичному для однопролётных станций на линии 14 (Кур-Сент-Эмильон). Как и на остальных станциях линии 14, на станции установлены платформенные раздвижные двери.

### Галерея

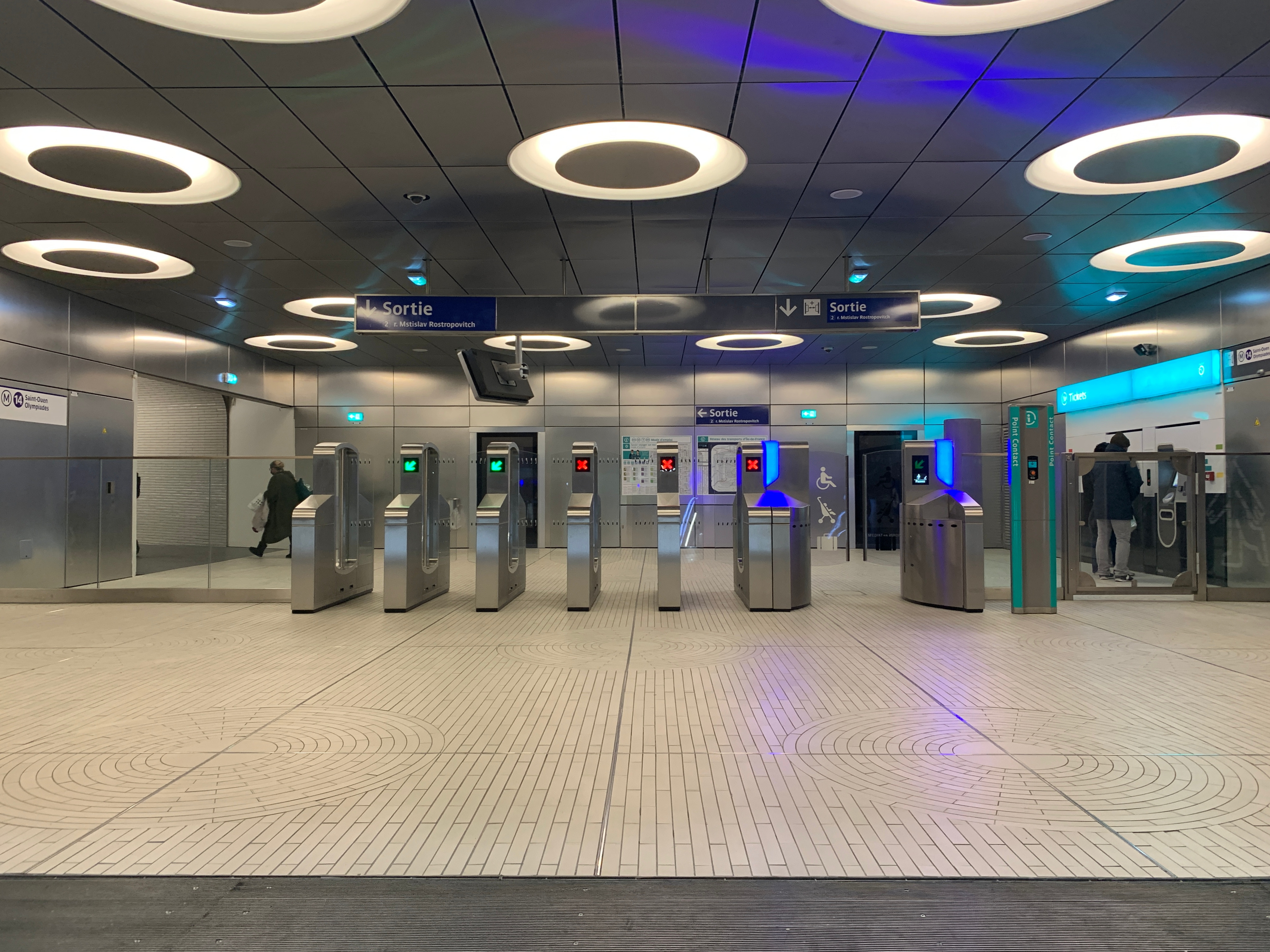
Северный вестибюль, выход на улицу Мстислава Ростроповича

### Технические характеристики
Общая площадь станционного комплекса составляет 4290 квадратных метров. Длина платформ составляет 120,5 метров, аналогично остальным станциям линии 14, что позволяет ей с самого открытия адаптироваться под приём восьмивагонных составов типа MP 14, запускаемых в эксплуатацию с октября 2020 года. Ширина станционного зала составляет 20,65 метров, глубина заложения — 20 метров

### Дизайн
Главный вход на первом этаже здания спроектирован немецким художником Тобиасом Ребергером. Работа состоит из треугольных элементов, одни непрозрачные, другие с подсветкой, и показывает время «в соответствии с концепцией двоичных часов»..
На своем заседании в декабре 2016 года Парижский совет выразил пожелание, чтобы RATP назвал данную станцию «Пон-Кардине — Барбара» и изучил возможность размещения постоянной выставки, посвященной Барбаре. Это пожелание не было реализовано, и в итоге имя певицы Барбары получила строящаяся станция на продолжении линии 4 на границе Монружа и Баньё, до 2018 года известная под проектным названием «Вердун-Зюд» и планируемая к открытию в декабре 2021 года.

### Пересадки

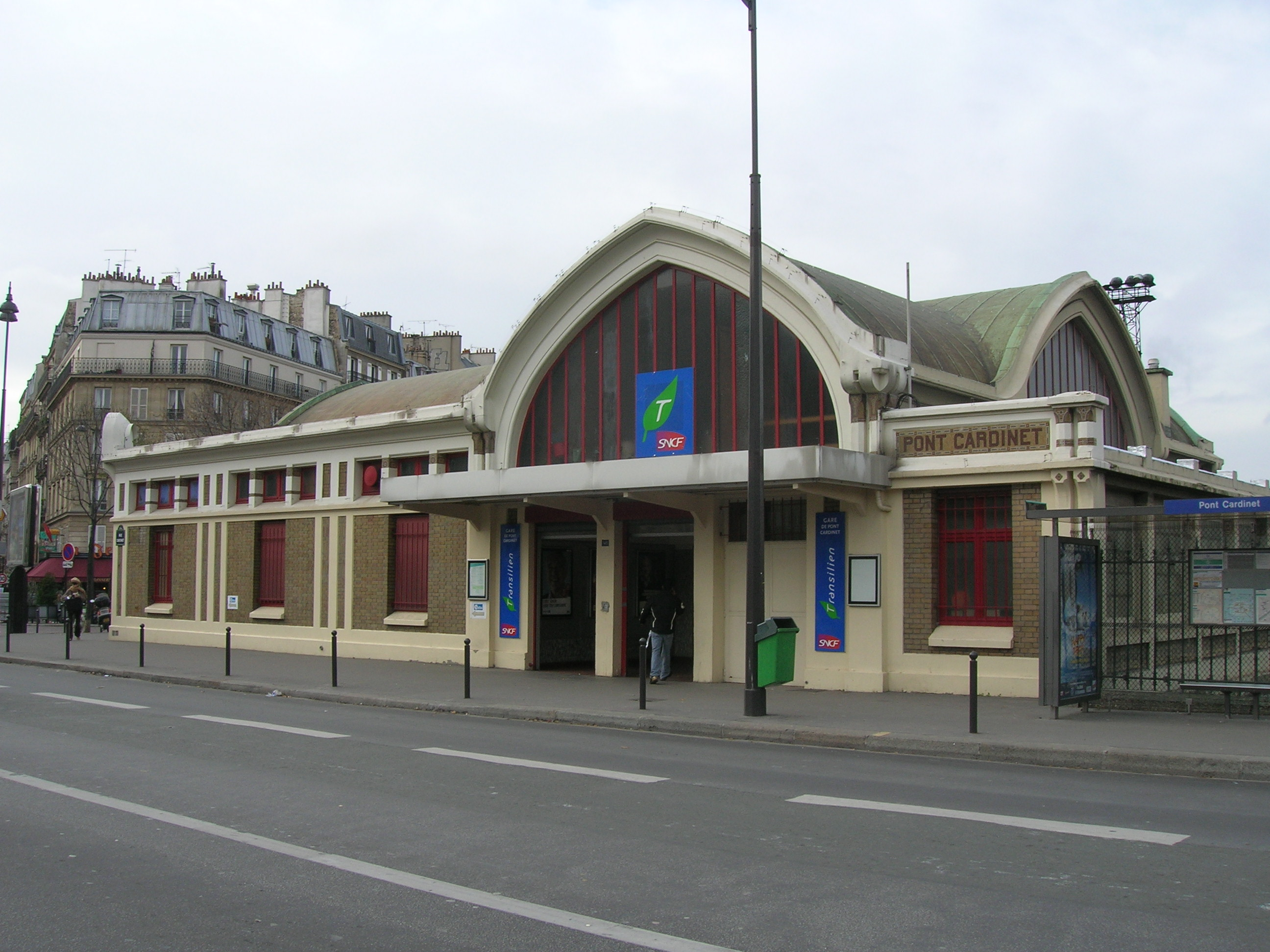
Станция

Станция находится в нескольких десятках метров от одноимённой железнодорожной станции, который является первой остановкой пригородных электропоездов, отправляющихся с вокзала Сен-Лазар — единственной в сети пригородного железнодорожного сообщения промежуточной станцией в официальных границах Парижа, которая не входит в сеть RER. На ней возможно пересесть на часть поездов линии Транзильена L, которые следуют далее по левому берегу Сены до Версаль — Рив-Друат, Нантер — Юнирверсите, Мезон-Лаффита или до Сержи-ле-Ота.